# Rio de Moinhos (Aljustrel)
Rio de Moinhos ist ein Ort und eine ehemalige Gemeinde (freguesia) in Portugal im Kreis von Aljustrel. Die Gemeinde hatte eine Fläche von 37,4 km² und 740 Einwohner (Stand 30. Juni 2011). Dies ergibt eine Bevölkerungsdichte von 19,8 Einw./km².

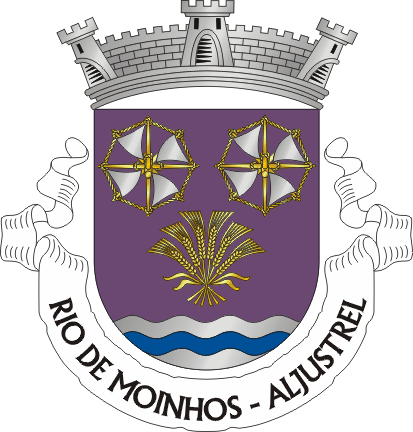
Das Wappen der ehemaligen Gemeinde

Am 29. September 2013 wurden die Gemeinden Rio de Moinhos und Aljustrel zur neuen Gemeinde União das Freguesias de Aljustrel e Rio de Moinhos zusammengefasst.